# 道の駅ぐるっとパノラマ美幌峠
道の駅ぐるっとパノラマ美幌峠（みちのえき ぐるっとパノラマびほろとうげ）は、北海道網走郡美幌町にある国道243号の道の駅である。
美幌峠の頂上に位置しているため、晴れた日には屈斜路湖が一望できる。

## 主な施設
- 駐車場
  - 普通車：120台
  - 大型車：14台
  - 身障者用：4台
- トイレ
  - 男：大 5器（3器）、小 18器（13器）
  - 女：21器（16器）
  - 身障者用：3器（2器）

※（）内は、24時間利用可能
- 公衆電話：1台
- 物産コーナー
- レストラン

2022年2月21日、レストハウスが新装開店し、パン店の「小麦の奴隷」、アイヌ民族伝統料理の「海空のハル」、パフェの「ディップ&メリー」、セレクトショップ「可不可」の4店が開店。

## 休館日
- 年末年始

## アクセス
- 国道243号

## 周辺
- 屈斜路湖
- 峠の湯びほろ